# Vicente Gómez (político)
Vicente Gómez (Honduras - ?) gobernó la República de El Salvador como senador Designado del 1 al 15 de febrero de 1854. 
Llegado el fin del período constitucional para el que fue elegido el presidente Francisco Dueñas el 1 de febrero de 1854, y por falta de número en el Senado, el Cuerpo Legislativo aún no se había instalado para poder declarar la elección del nuevo Presidente, José María San Martín. En este caso, el mando supremo hubiera pasado a uno de los senadores designados por el decreto de la Asamblea General del 7 de marzo de 1853 que eran los senadores José María San Martín, Joaquín Eufrasio Guzmán y Fermín Paredes, pero por la ausencia de los primeros dos y por haberse excusado el último por motivo de enfermedad, el presidente Dueñas, conforme a lo prevenido en la Ley del 12 de febrero de 1848, acordó llamar al Senador del Círculo de Sonsonate, Vicente Gómez, que en ese tiempo se hallaba en la ciudad, para depositar en él el Supremo Poder Ejecutivo. Se hizo cargo el mismo día.
El Cuerpo Legislativo se instaló en el 11 de febrero y la Asamblea General abrió su primera sesión en el 13 de febrero, donde el Senador Presidente Gómez pronunció un discurso a los representantes. Este fue contestado por el presidente de la Asamblea General Juan José Bonilla. El siguiente día 14 de febrero la Asamblea General emitió el decreto que declaró la elección de José María San Martín. El decreto es ejecutado por el Senador Presidente Gómez el mismo día, quién pasó a comunicar a San Martín su nombramiento por medio del Ministro General José Antonio Jiménez. San Martín dio una renuncia de la presidencia, pero la comisión nombrada por la Asamblea General para abrir dictamen de la renuncia no la aceptó, y José María San Martín prestó el juramento de ley en el 15 de febrero.